# Stanisław Nabzdyk
Stanisław Nabzdyk (ur. 22 sierpnia 1902 w Lutogniewie, zm. 23 września 1977) – polski nauczyciel, działacz społeczny i oświatowy, w latach 1945–1949 inspektor oświaty powiatu prudnickiego.

## Życiorys
Pochodził z Wielkopolski. Urodził się w Lutogniewie koło Krotoszyna. Jego ojciec był działaczem ludowym. W 1922 Stanisław poznał swoją późniejszą żonę, Walerię Augustyn. Pracę nauczycielską rozpoczął w 1923 w Porębie. Ożenił się z Walerią Augustyn 6 lipca 1926. Od 1927 był kierownikiem Szkoły Podstawowej w Bielszowicach. Tamże był prezesem Towarzystwa Czytelni Ludowych i członkiem Koła Przyjaciół Harcerstwa. Kierował też Dokształcającą Szkołą Górniczą. Ukończył Instytut Pedagogiczny w Katowicach. Działał w Polskim Związku Zachodnim oraz w Związku Obrony Kresów Zachodnich.
Został powołany do Wojska Polskiego po wybuchu II wojny światowej. Został aresztowany i osadzony w obozie koncentracyjnym w Dachau, następnie w Sachsenhausen. Ostatecznie pracował przymusowo w Śląskich Zakładach Obuwniczych OTA Otmęt S.A. w Otmęcie. Zaangażował się w utworzonej tamże przez robotników przymusowych komórce Armii Krajowej.

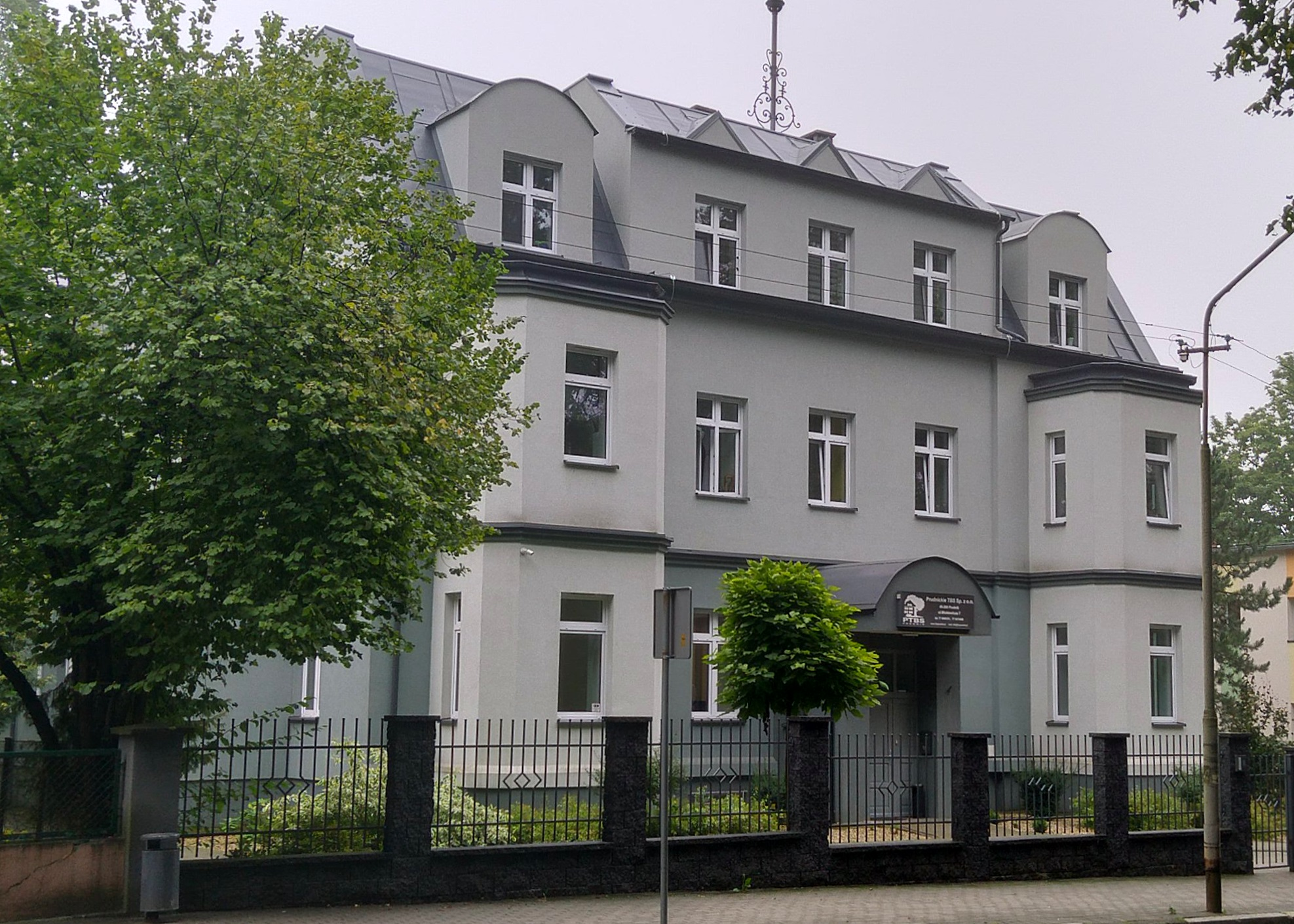
Dom przy ul. Mickiewicza 7 w Prudniku, obecnie TBS

Po wojnie wraz z rodziną zamieszkała w Prudniku. Został powołany na pierwszego polskiego inspektora oświaty w Prudniku i zajął się organizacją szkolnictwa w powiecie prudnickim. Do miasta przybył 10 maja 1945 z grupą organizatorów administracji polskiej. Otrzymał mieszkanie na piętrze w dawnym domu burmistrza przy ul. Mickiewicza 7, na piętrze urządzono Powiatowy Inspektorat Oświaty. Nabzdyk założył prudnicki powiatowy oddział Związku Nauczycielstwa Polskiego, organizację ZBoWiD i Towarzystwo Rozwoju Ziem Zachodnich. Działał w Powiatowej Komisji Weryfikacyjnej i był członkiem Komisji Ochrony Zabytków PTTK. W Szybowicach znalazł, a następnie zabezpieczył w Inspektoracie Szkolnym w Prudniku, protestancką Biblię z 1545.
Gdy syn Nabzdyków, Zygmunt, wstąpił w 1949 do seminarium duchownego, rodzinę spotkały represje ze strony władzy komunistycznej. Stanisław został usunięty ze stanowiska inspektora oświaty, a w 1953 zmuszony do przejścia na emeryturę. Po odwilży październikowej wrócił do pracy w oświacie. Został nauczycielem w ZSZ w Nysie, prowadził księgowość w Liceum Ogólnokształcącym dla Pracujących w Prudniku.

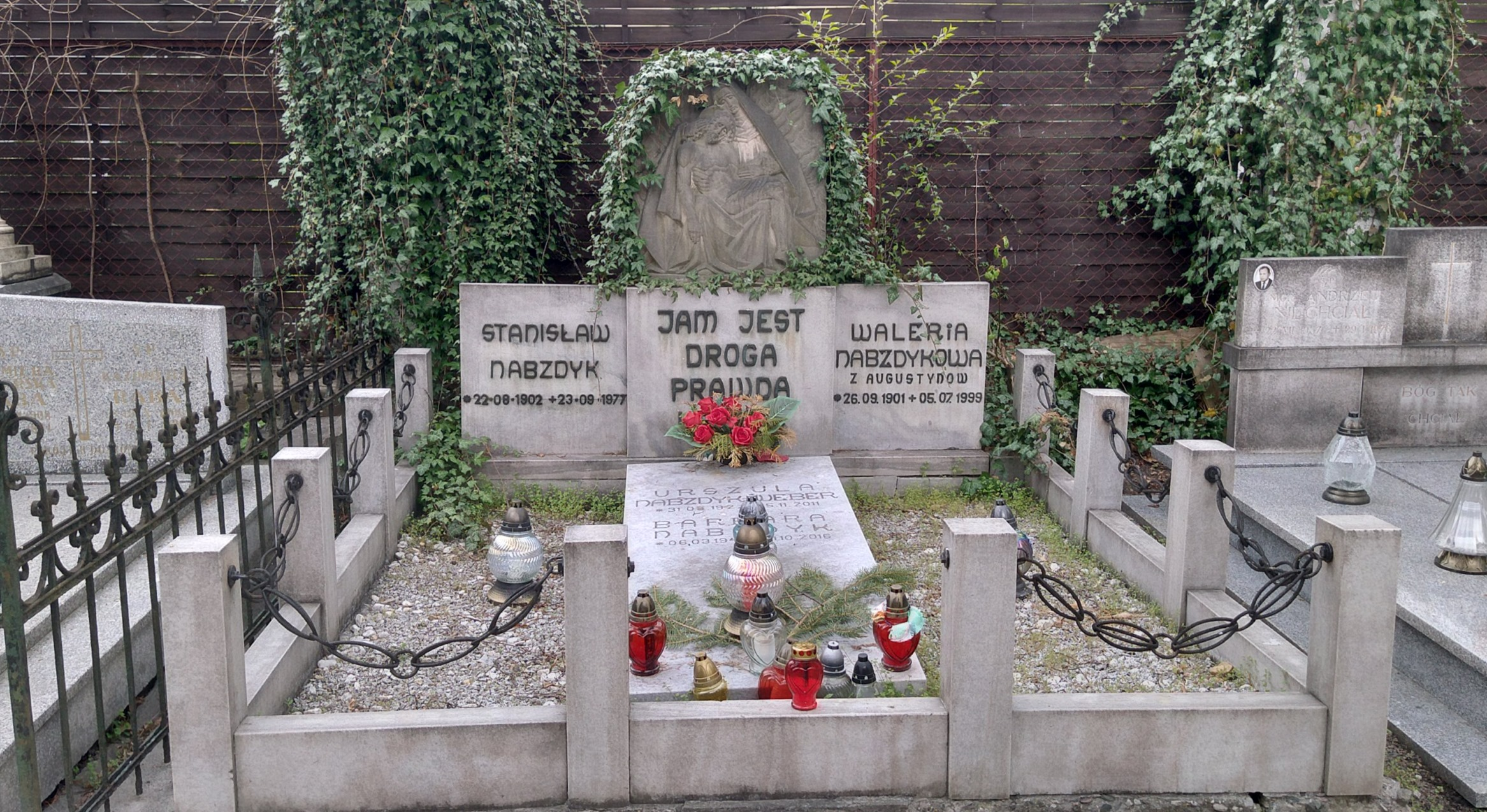
Grób Nabzdyków na cmentarzu komunalnym w Prudniku

Po październiku 1956 wraz z żoną prowadził akcję rewindykowania od państwa klasztoru franciszkanów w Prudniku-Lesie, gdzie w latach 1954–1955 więziony był prymas Stefan Wyszyński. Był współzałożycielem powstałego w 1959 Towarzystwa Miłośników Ziemi Prudnickiej. Prowadził działalność publicystyczną. Był autorem artykułów w książkach i prasie poświęconych historii ziemi prudnickiej. W 1972 opracował „Wypisy regionalne o Ziemi Prudnickiej”, wydane w 1985 w formie książki przez Prudnickie Towarzystwo Kultury.
Zmarł 23 września 1977. Został pochowany na cmentarzu komunalnym w Prudniku.

## Upamiętnienie

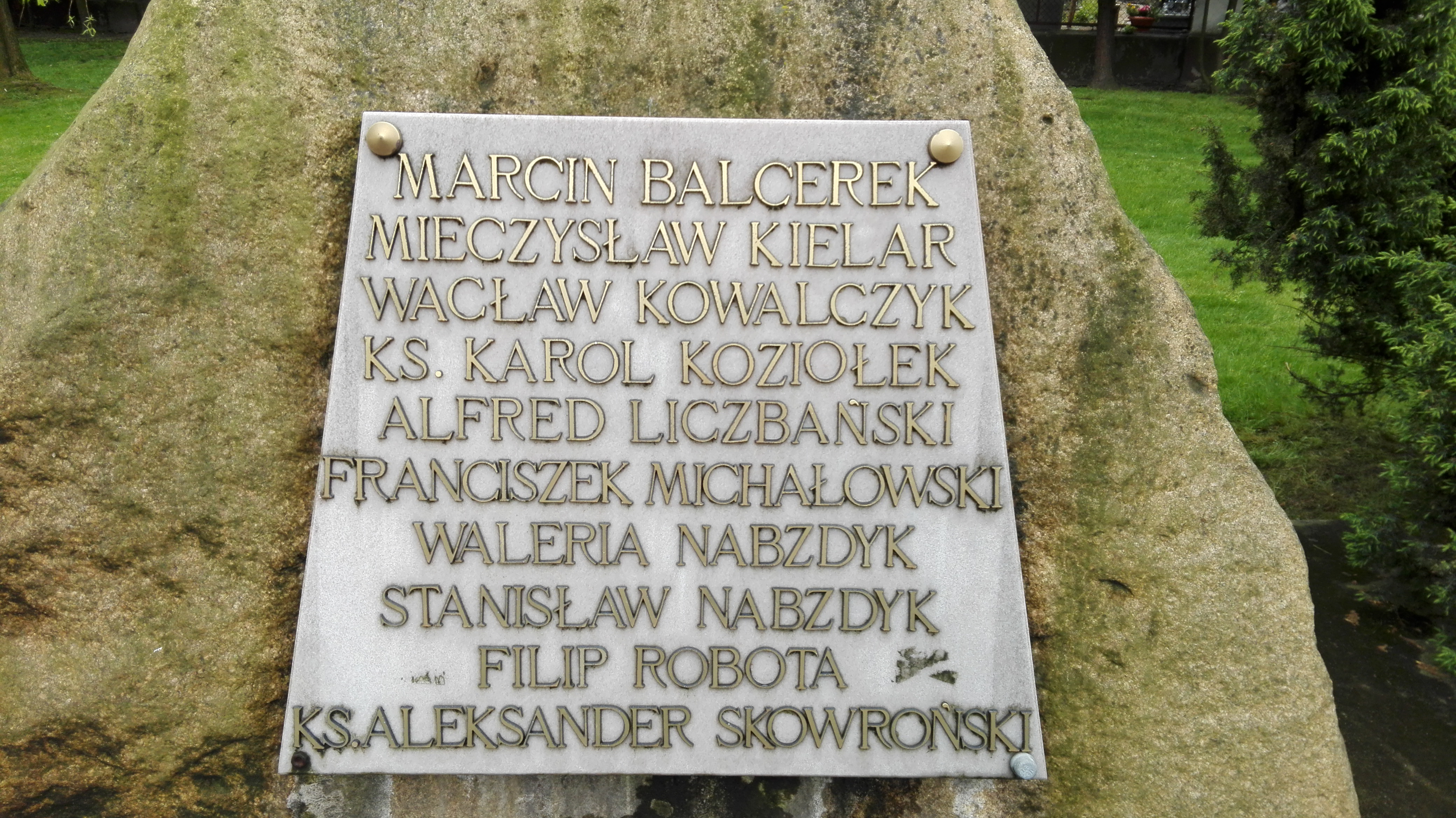
Głaz upamiętniający nauczycieli walczących o polskość ziemi prudnickiej

W kościele św. Michała Archanioła w Prudniku umieszczono pamiątkową tablicę o Nabzdyku. W 2001 w sanktuarium św. Józefa w Prudniku zamontowano tablicę upamiętniającą starania Stanisława i Walerii Nabzdyk o odzyskanie od państwa obiektu klasztoru franciszkanów. Na tablicy umieszczono napis: „Pamięci Stanisława i Walerii Nabzdyków zasłużonych mieszkańców Prudnika. Swoją zdecydowaną i ofiarną postawą przyczynili się do odzyskania po październiku 1956 r. tego kościoła i klasztoru. Tablicę umieszczono z okazji setnej rocznicy ich urodzin. Prudnik-Las 2001 r.”. Stanisław i Waleria są wpisani na tablicę na Głazie upamiętniającym nauczycieli walczących o polskość Ziemi Prudnickiej w Prudniku.

## Odznaczenia
- Srebrny Krzyż Zasługi (1946)[1]
- Krzyż Kawalerski Orderu Odrodzenia Polski (1964)[16]
- Krzyż Komandorski Orderu Odrodzenia Polski (1972)[2]
- Medal Rodła[4]